# Bezděkov (okres Klatovy)
Obec Bezděkov (německy Besdiekau) se nachází v okrese Klatovy, kraj Plzeňský. Žije zde 958 obyvatel.

## Historie
První písemná zmínka o obci pochází z roku 1331.

## Obecní správa

### Části obce
- Bezděkov
- Koryta
- Poborovice
- Struhadlo
- Tetětice
- Vítaná

V letech 1850–1949 k obci patřil i Kal.

### Starostové
- Josef Václavík (2006–2010)[5]
- Josef Červený (2010–2018)[6][7]
- Xenie Begerl (od roku 2018)[8][9]

## Pamětihodnosti
- Zámek Bezděkov
- Kostel svatého Václava
- Kaplička svatého Jana Nepomuckého na návsi
- Kaplička svaté Anny
- Náhrobek Ch. H. Spiesse
- Vodní mlýn

## Osobnosti
- Kašpar Heřman Künigel (1745–1824), majitel bezděkovského panství, mecenáš, zakladatel první školy pro neslyšící
- Christian Heinrich Spiess (1755–1799), herec a spisovatel hororových románů
- Oldřich Vlach (*1941), český herec

## Galerie

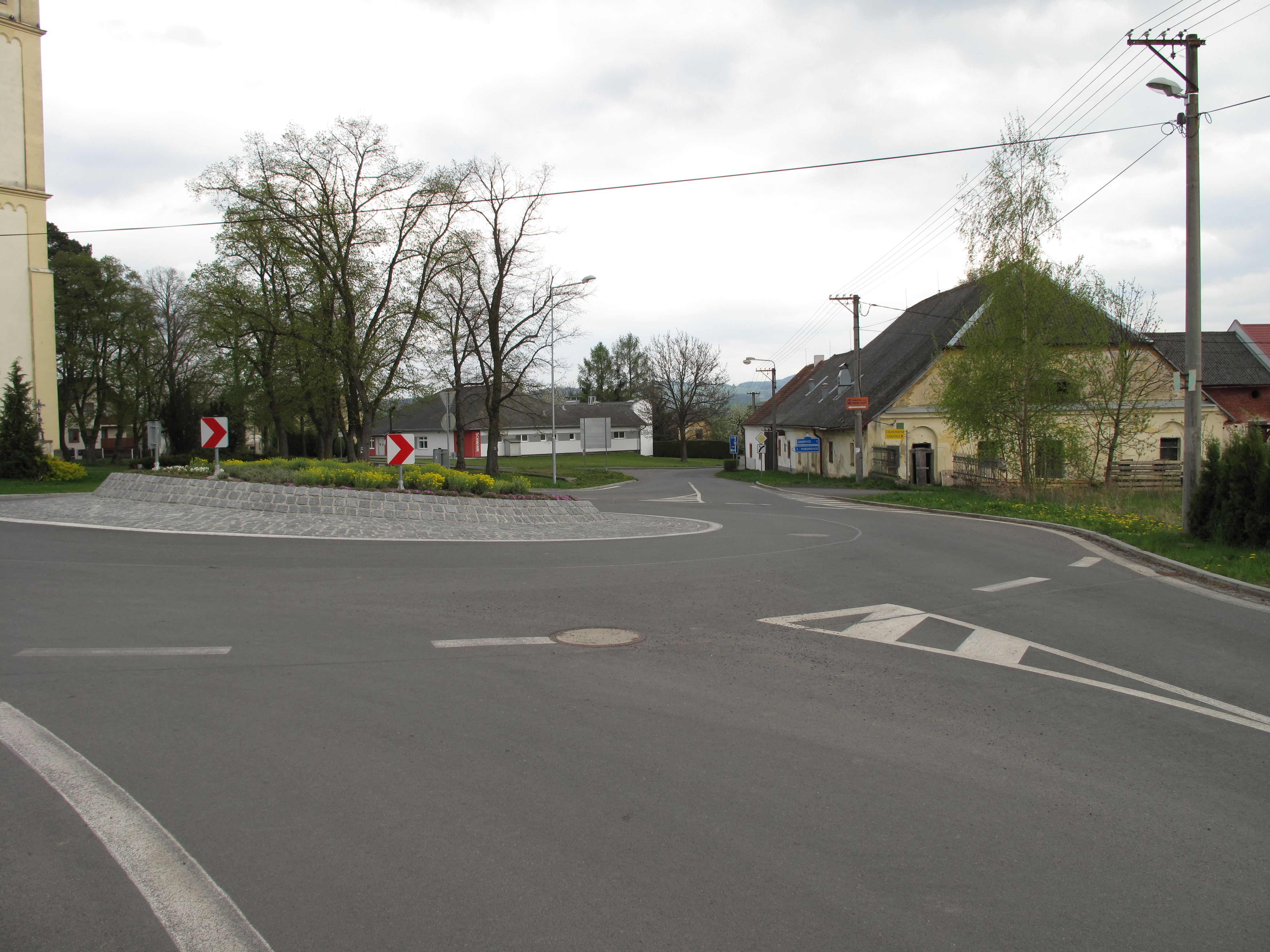
Kruhový objezd
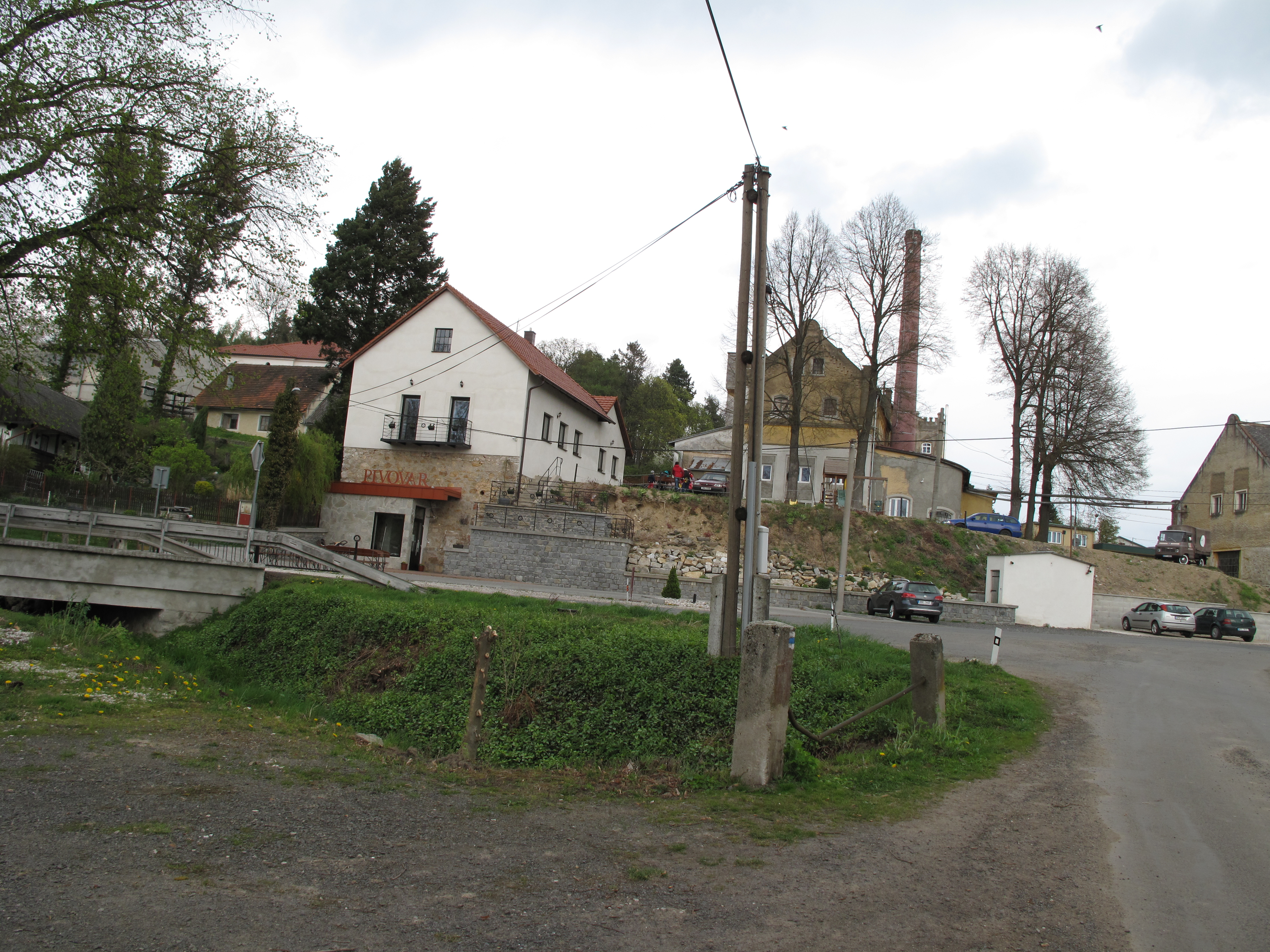
Pivovar
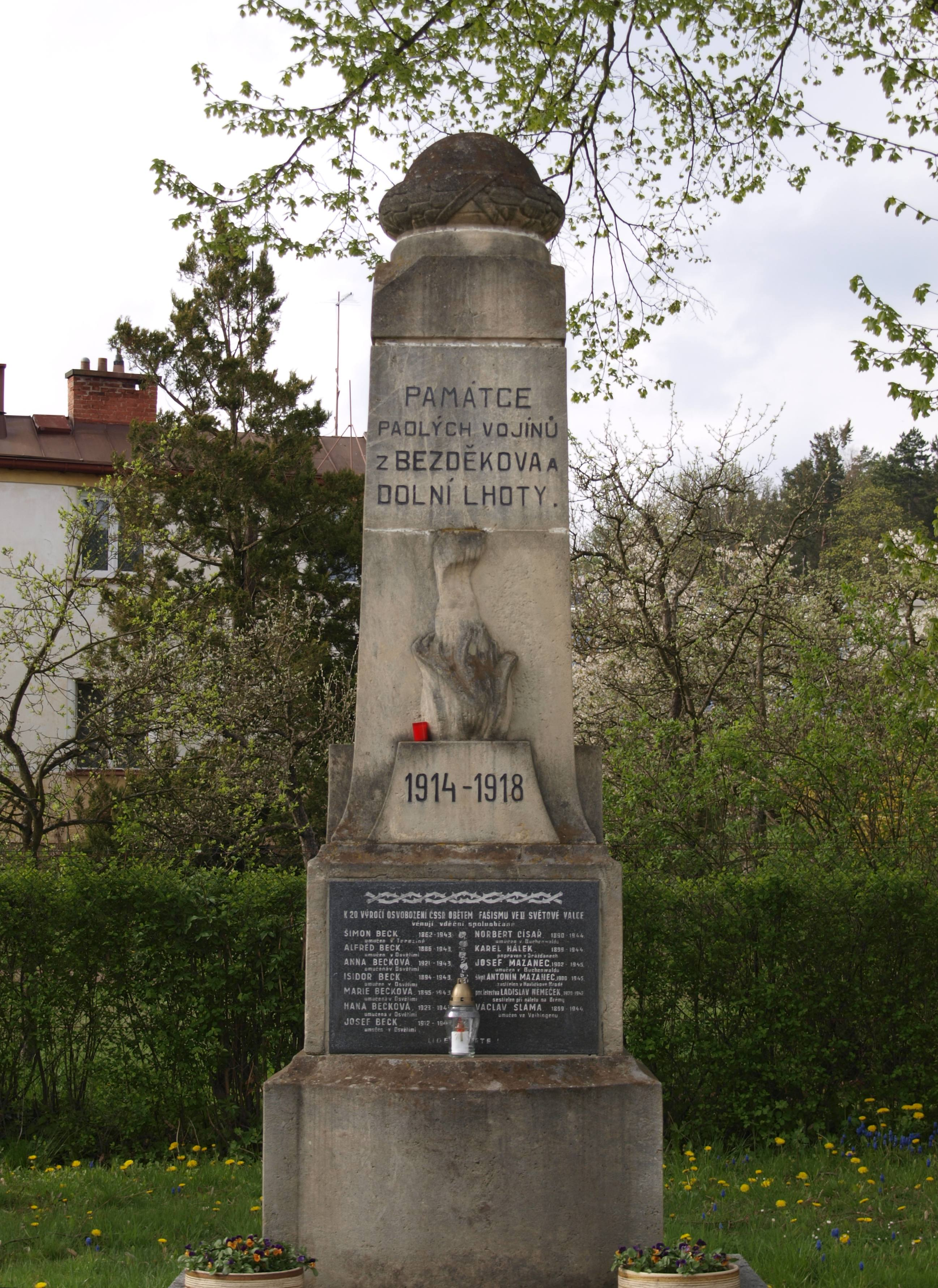
Pomník padlým
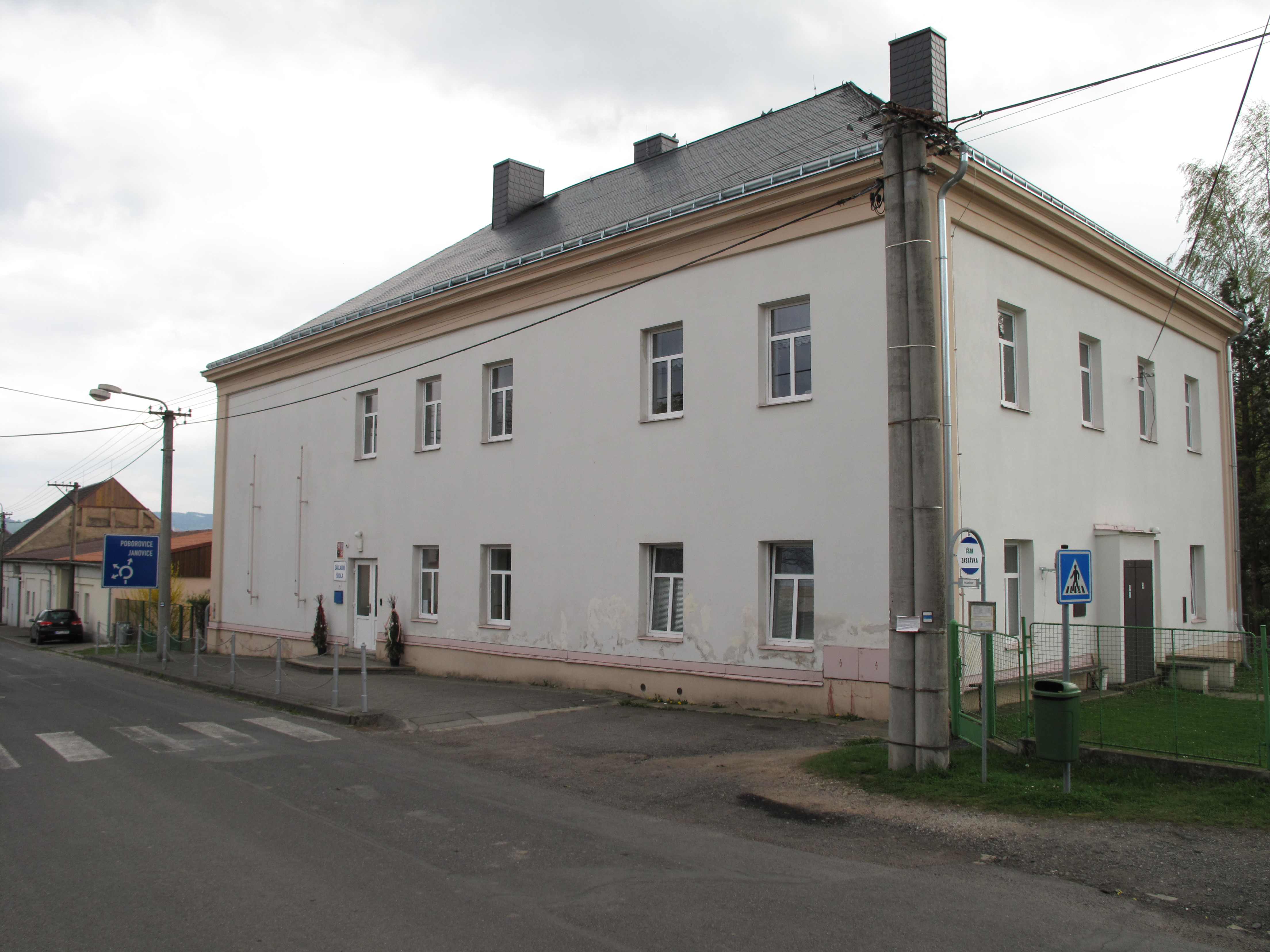
Základní škola